# Plaza de toros de Vic
La plaza de toros de Vic fue un antiguo coso taurino encontrado en la villa homónima, capital de la comarca de Osona y ubicada en plena provincia de Barcelona. Se situaba en terrenos próximos a los de la estación ferroviaria.

## Inauguración
La original plaza fue edificada en el año 1917 siendo inaugurada en una novillada con los matadores Emilio Todríguez, Manolete II y José García Santiago. En aquel festejo, y así continuó durante los primeros años de vida, se lidiaban reses provenientes de las comunidades de Navarra y Aragón.

## Derribo
La última corrida de toros fue en 1961, no obstante siguieron celebrándose diversos espectáculos taurinos como novilladas, becerradas o incluso charlotadas. De hecho, este último fue el encargado de dar cierre al coso en el año 1963, tomándose finalmente en 1966 la decisión de derribarlo.

## Plazas portátiles
En los terrenos donde se asentaba el antiguo circo taurino se colocaron diversas plazas de toros portátiles en los años 1970 y 1971.